# Fenilpropilcetona
Fenilpropilcetona, também chamado 1-fenilbutan-1-ona, 1-fenil-1-butanona ou n-butirofenona, é um composto químico orgânico de fórmula química C10H12O, SMILES c1ccccc1C(=O)CCC, classificado com o número CAS 495-40-9. Apresenta massa molecular de 148,2017 g/mol, ponto de fusão de 12 °C (285 K), ponto de ebulição de 229 °C (502 K).

## Aplicações
Alguns dos seus derivados (chamados comumente butirofenonas) são utilizados para tratar vários distúrbios psiquiátricos, tais como a esquizofrenia, bem como na qualidade de antieméticos.
A classe de fármacos das butirofenonas incluem:
- Haloperidol, o fármaco antipsicótico mais utilizado nesta classe.[5]
- Droperidol, frequentemente usado para anestesia neuroleptanalgésica e sedação em cuidados de tratamento intensivo.
- Benperidol, o antipsicótico mais potente usado (200 vezes mais potente do que a clorpromazina)[5]
- Triperidol, um antipsicótico altamente potente (100 vezes mais potente do que a clorpromazina).
- Melperona, um antipsicótico fracamente potente, na Europa, geralmente utilizado para o tratamento da insônia, estados confusionais, agitação psicomotora, delírio e, em particular, em pacientes geriátricos.
- Lenperona
- Azaperona, utilizada em medicina veterinária.
- Domperidona, um antagonista antiemético da dopamina, derivados posteriores da butirofenona (não sendo uma butirofenona em si).

O antipsicótico atípico risperidona, embora não uma butirofenona, foi desenvolvido com as estruturas do benperidol e lenperona como base.